# Young Thugs: Nostalgia
Young Thugs: Nostalgia (en japonés: 岸和田少年愚連隊・望郷, Kishiwada Shōnen Gurentai: Bōkyō?) es una película japonesa de 1998 dirigida por Takashi Miike y en la que el director introduce nuevamente elementos autobiográficos. Está basada en una novela autobiográfica titulada: "Kishiwada shōnen gurentai: Bōkyō" escrita por Riichi Nakaba. Es una precuela de la película Young Thugs: Innocent Blood de 1997 dirigida también por Takashi Miike, que a su vez es una secuela no directa de la película Boys Be Ambitious de 1996, dirigida por Kazuyuki Izutsu.

## Argumento
Año 56 de la Era Shōwa (1969): en Kishiwada, una mujer da a luz a un niño, al que su padre llama Riichi, en honor a una ficha de mahjong . Toshi, el padre de Riichi, es un hombre sin trabajo, adicto al alcohol y al juego. Por lo tanto, la única persona que mantiene a la familia es su madre, que trabaja en una fábrica. También vive con ellos su abuelo, el padre de Toshi.
Una vez que crece, el pequeño Riichi dedicará su tiempo a iniciar peleas junto con sus amigos Tetsuo y Yūji. Las peleas del niño serán vividas por la familia como algo justo y normal, que le ayudaran a templar su cuerpo y su forjar su carácter.

## Reparto
| Actor                  | Papel                      |
| ---------------------- | -------------------------- |
| Naoto Takenaka         | Toshi, el padre de Riichi. |
| Saki Takaoka           | Miss Ito                   |
| Yuki Nagata            | Riichi Nakaba              |
| Setsuko Karasuma       | La madre de Riichi         |
| Matsunosuke Shofukutei | El abuelo de Riichi        |
| Caesar Takeshi         | El tío de Riichi           |
| Yukio Yamanouchi       | Vendedor ambulante         |
| Riichi Nakaba          | El hombre del puerto       |
| Donpei Tsuchihira      |                            |
| Toshikazu Nakaba       |                            |
| Akihiro Shimizu        | Nakamura                   |
| Yoshinori Yasuda       | Sada                       |

## Otros créditos
- Planificación: Toshiaki Nakazawa.
- Iluminación: Meichô Tomiyama.
- Diseñador de producción (arte): Akira Ishige.
- Grabación (sonido): Yoshiya Obara.
- Efectos de sonido: Kenji Shibasaki.
- Subdirector: Bunmei Katô.
- Director de producción: Tatsuya Mukai
- Asistentes de dirección: Hisashi Kimura, Hiroyuki Satō y Suda Tadasuke.
- Vestuario: Atsuro Isoi.
- Peinado y maquillaje: Miho Shimizu.
- Coordinador de especialistas: Keiji Tsujii.
- Director de producción: Shigeki Itai y Hirofumi Yamabe.
- Temas musicales: 
  - Canción: Sekai No Kuni Kara Konnichiwa (世界の国からこんにちは?) interpretada por Haruo Minami.
  - Canción: Good Night, Baby (グッド・ナイト・ベイビー?) interpretada por The King Tones.

## Lanzamiento y Secuelas
Young Thugs: Nostalgia fue estrenada en cines de Japón el 26 de septiembre de 1998 y lanzada en VHS en 1999, editada por Yoshimoto Kogyo y distribuida por Shochiku Company.En DVD ha tenido ediciones distintas en Japón y otros países.En 2004 fue lanzada en DVD fuera de Japón por Arts Magic. También fue editada una edición especial que contenía las dos películas dirigidas por Miike, titulada: Young Thugs Double Pack. Algunas ediciones incluían material extra, entre los que se encuentran: 
- Young Thugs: Nostalgia - An Interview with Takashi Miike (15 min.).[7]Entrevista al director que repasa aspectos básicos de la película, como su intención de capturar los "pequeños pero memorables incidentes de la juventud".
- Osaka People featurette (9 min.). Segmento de un diario de viaje que detalla datos sobre la cultura, el dialecto y las características locales de Osaka.
- Biografía, filmografía y el tráiler original.

Tras la producción de la película Boys Be Ambitious de 1996, dirigida por Kazuyuki Izutsu, le seguiría Young Thugs: Innocent Blood de 1997, dirigida por Takashi Miike, que es una secuela no directa y con elementos autobiográficos que hacen que la película fuese mucho más personal y emotiva. Un año después, en 1998, el propio Takashi Miike dirigiría una precuela de su película, llamada: Young Thugs: Nostalgia, en la que el director introduce nuevamente elementos autobiográficos. Todas ellas basadas en la novela autobiográfica "Kishiwada shōnen gurentai: Chikemuri junjō-hen" escrita por Riichi Nakaba.br>
Las películas están basadas en Kishiwada shōnen gurentai (岸和田少年愚連隊?), una serie de novelas autobiográficas escritas por Riichi Nakaba, que llegaron a tener hasta 14 adaptaciones al cine y una obra de teatro.

## Recepción
El crítico John Charles de Digital HK Movies, escribió: «La narrativa es pausada pero envolvente, gracias a la peculiar interacción de los personajes y al escenario, que contrasta los disturbios estudiantiles en Tokio con el entusiasmo local por la misión Apolo 11. Si bien esto puede hacer que algunas películas sean descartadas como insustanciales, uno sale de NOSTALGIA sintiéndose satisfecho, gracias a las estimables actuaciones (los niños son particularmente buenos) y el hábil enfoque de Miike, que es evidente en casi todas las escenas».
El crítico Grant Watson para FictionMachine, escribió: «Young Thugs: Nostalgia  es supuestamente la favorita de Takashi Miike entre sus propias películas. No es difícil ver por qué, ya que de hecho es un acto de nostalgia recordar tanto la propia infancia de Miike como la de Riichi. Es una película algo suelta y desordenada, sin una línea narrativa particularmente fuerte, pero cuando funciona es maravillosa. Es dispersa pero amable, y brilla absolutamente con el estilo distintivo de Miike».
Rouven Linnarz en una reseña  para Asian Movie Pulse, escribió: «En conclusión, “Young Thugs: Nostalgia” es una película sobre la infancia, sobre una mirada al pasado y una visión del futuro, en la que el individuo y la nación se preguntan cuál podría ser más honesto. Dentro del trabajo de Takashi Miike, es una película inusualmente subestimada, prediciendo películas como “Blues Harp” y “The Bird People in China”, así como los numerosos personajes infantiles de las películas de Miike. Es una película sobre una época en la que no importaba lo que había, sino lo que podías ver con tus propios ojos aunque los demás no pudiesen. Aunque muchos destacan lo excesivo y lo loco del trabajo de Miike, no se debe ignorar el retrato conmovedor y sincero de la infancia y el crecimiento que ha logrado plasmar en la pantalla. Ambas películas de “Young Thugs” son grandes ejemplos de esa faceta de su talento».